# Maria Prymachenko
Maria Prymachenko (Ucrânia, 1909 - 1997),  foi uma pintora de arte folclórica ucraniana, sendo uma das principais representantes da arte naif desse país. Autodidacta, é conhecida pelos seus desenhos, bordados e pintura em cerâmica. Foi laureada com o Prémio Nacional da Ucrânia, criado em homenagem a T.G. Shevchenko. Após visitar uma exposição sua em Paris, o pintor Pablo Picasso declarou: "Curvo-me diante do milagre artístico desta brilhante ucraniana." A UNESCO declarou 2009 como o ano de Maria Prymachenko.

## Biografia
Maria Oksentiyivna Prymachenk nasceu no dia 12 de Janeiro de 1909, na aldeia Bolotnya, situada a apenas 30 km de Chernobyl. O pai era carpinteiro, a mãe era uma reconhecida bordadeira  
Durante a infância, Prymachenko adoeceu com poliomielite, o que influenciou o resto da sua vida. Tornou-se numa pessoa série e observadora, com compaixão pela natureza e por todos os seres vivos. 
Dá à luz seu filho Fedor em 1941, filho de Vasyl Marynchuk que conheceu em Kiev e que morre na segunda guerra mundial.   Fedor também se torna num artista popular e num mestre da arte naif. 
Em 1936, as suas pinturas ocupam um lugar de destaque na Primeira Exposição Republicana de Arte Popular, ao ocuparem um salão inteiro. Esta exposição foi vista em Moscovo, Leninegrado e Varsóvia. Expõe em Paris, na Exposição Universal de 1937 e torna-se famosa. 
No dia 28 de Fevereiro de 2022, o Museu da História local de Ivankiv foi bombardeado e destruído pelo exército russo que invadiu o país, isto resultou na perda de 25 obras suas. 

## Prémios e Reconhecimento

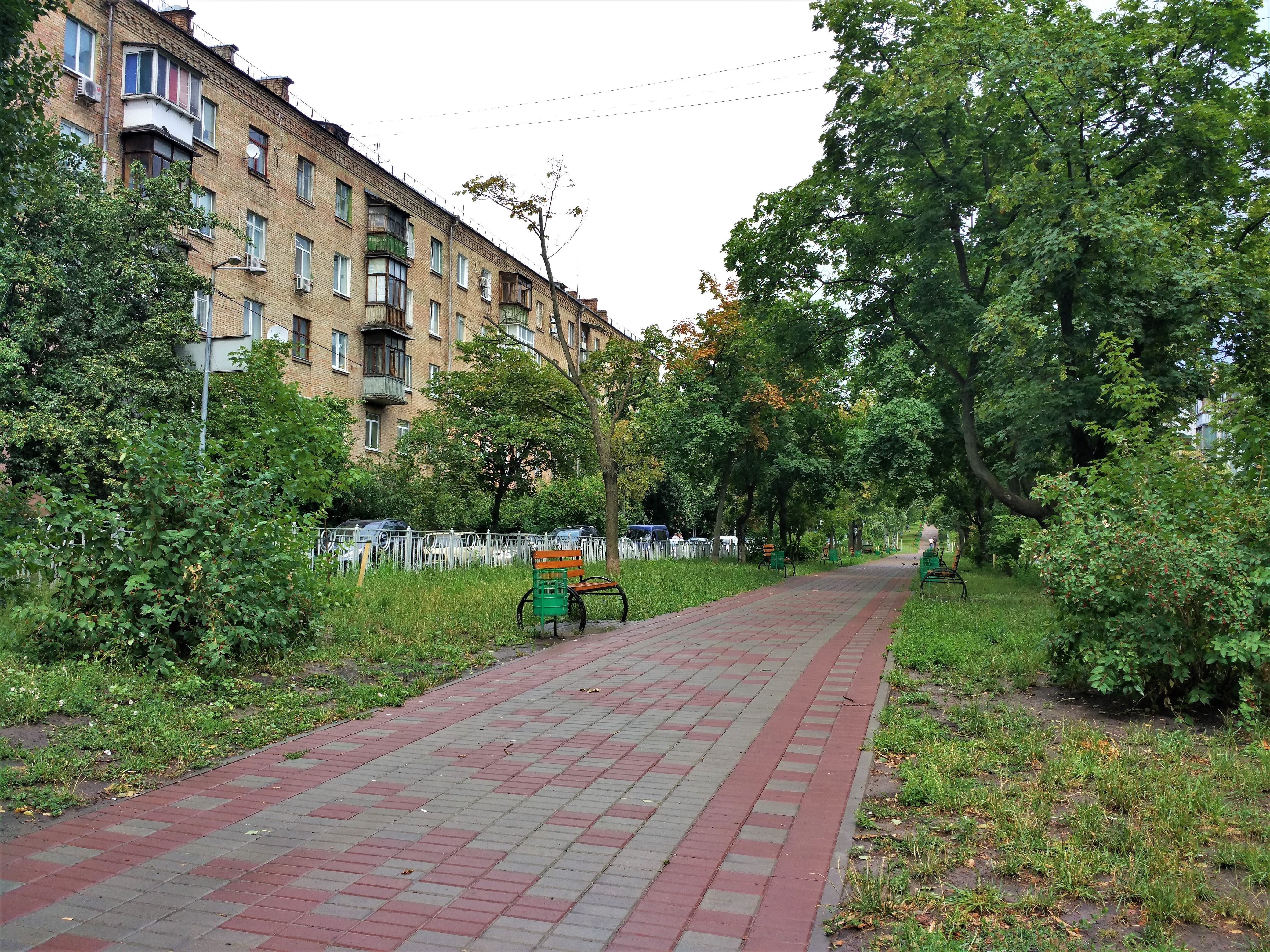
Avenida Maria Pryimachenko, Kyiv

Ganhou uma medalha de ouro na exposição mundial de 1937 que decorreu em Paris.  Após visitar uma  exposição sua, o pintor Pablo Picasso declarou: "Curvo-me diante do milagre artístico desta brilhante ucraniana." 
Foi laureada com o Prémio Nacional da Ucrânia, criado em homenagem a Taras Shevchenko. 
Em 2008, o governo ucraniano homenageou-a ao colocar a sua imagem numa das moedas do país, numa das faces estã uma imagem sua e na outra  umas das suas obras, intitulada Ukrainian Sunflower. 
A UNESCO declarou 2009 como o ano de Maria Prymachenko pela UNESCO, a artista completaria 100 anos se estivesse viva.  No mesmo ano o seu nome foi dado a um bairro de Kiev, anteriormente conhecido como Likhachev. 
O pequeno planeta 14624 recebeu o seu nome. 

## Galeria

Obra Wild chaplun (1977), num selo dos correios ucranianos
Escultura inspirada numa das obras de Maria Prymachenko, Kiev

## Ligações Externas
- UATV | Virtual Museum Tour | Maria Prymachenko, Part 1 (2018)
- Artistic Heritage of Maria Prymachenko's Family (2019)
- Maria Prymachenko Show in Lviv